# Horní Nezly
Horní Nezly je malá vesnice, část obce Liběšice v okrese Litoměřice. Nachází se asi 4,5 km na západ od Liběšic. V roce 2009 zde bylo evidováno 11 adres. V roce 2011 zde trvale žilo 15 obyvatel.
Horní Nezly je také název katastrálního území o rozloze 3,73 km2. V katastrálním území Horní Nezly leží i Dolní Nezly a Dolní Řepčice.
Původní německý název je Ober Nösel, což v doslovném překladu pravděpodobně znamená Horní Půlka nebo Polovina. Nösel je regionální název pro dutou míru, která by měla být „půlkou mázu“ a je to tedy cca necelého 0,5 litru.
Kromě Horních a Dolních Nezel se v oblasti vyskytují ještě Přední Nezly a Zadní Nezly, které se nacházejí o cca 9 km severněji a patří pod obec Lovečkovice.

## Historie
Nejstarší písemná zmínka pochází z roku 1197.

## Obyvatelstvo
|                                                                | 1869 | 1880 | 1890 | 1900 | 1910 | 1921 | 1930 | 1950 | 1961 | 1970 | 1980 | 1991 | 2001 | 2011 |
| -------------------------------------------------------------- | ---- | ---- | ---- | ---- | ---- | ---- | ---- | ---- | ---- | ---- | ---- | ---- | ---- | ---- |
| Obyvatelé                                                      | 66   | 66   | 73   | 69   | 56   | 62   | 63   | 33   | 26   | 14   | 19   | 14   | 13   | 15   |
| Domy                                                           | 12   | 12   | 12   | 11   | 11   | 12   | 13   | 9    | 36   | 5    | 6    | 6    | 8    | 8    |
| Počet domů v roce 1961 zahrnuje domy místní části Dolní Nezly. |      |      |      |      |      |      |      |      |      |      |      |      |      |      |

## Pamětihodnosti
- Usedlost čp. 4